# Бхогавати
Бхогавати (хинди भोगवती, IAST: bhogavatī, что значит «роскошный») — в индуистской мифологии подземная столица нагов на Нагалоке в области Патала. Иногда её также называют Путкари. Своей роскошью и богатством Бхогавати ни чем не уступает Амаравати, столице Индралоки, а правит ей царь нагов Васуки. Бхогавати является местом пребывания и другого царя нагов — Шеша, многоголового змея, который поддерживает Землю и является ложем Вишну.